# Васильев, Владислав Олегович
Владисла́в Оле́гович Васи́льев (род. 27 июля 1999, Краснодар, Россия) — российский футболист, полузащитник.

## Карьера
Воспитанник краснодарского футбола. Выступал за молодежную команду сербской «Бежании». В 2019 году подписал контракт со смоленским «Днепром». В январе 2019 года перешёл в московский «Спартак» и был заявлен за вторую команду. В 2021 году пополнил ряды клуба армянской Премьер-лиги «Ван». Дебютировал в элитном дивизионе 19 февраля в матче против «Ноа» (0:4). В 2022 году защищал цвета «Дружбы».